# Роберт Балард
Роберт Дуан Балард (енгл. Robert Duane Ballard; Вичита, 30. јун 1942) је амерички океанограф и поморски археолог, као и професор океанографије на универзитету Роуд Ајланд. Рођен је 30. јуна 1942, у мешовитом браку мајке Немице и оца Британца. Морски свет га је почео занимати, читањем књиге Двадесет хиљада миља под морем. Бави се проучавањем бродских олупина, а најпознатија је Титаник, који је открио 1985. и тиме је стекао славу. Остале олупине, које је открио, су Немачки бојни брод Бизмарк, USS Yorktown, PT-109 и други.